# Kathedraal van Brindisi
De Kathedraal van Brindisi (Italiaans: Basilica Cattedrale de Giovanni Battista di Brindisi) ligt in de stad Brindisi, regio Apulië. Het is de kathedraal van het Aartsbisdom Brindisi-Ostuni en heeft de status van een basilica minor. Ze ligt op de pelgrimsroute naar het Heilige Land.

## Geschiedenis
De kathedraal werd gebouwd ten tijde van de Verovering van Zuid-Italië door de Normandiërs. Ze werd ingewijd door paus Urbanus II in 1089 en was voltooid in 1143. In deze kerk trouwde Rogier III van Sicilië in 1192 met de Byzantijnse prinses Irena Angela. Ook Keizer Frederik II huwde hier met Yolande van Jeruzalem in 1225.
Op 20 februari 1743 verwoestte een gewelddadige aardbeving de kathedraal volledig, ze werd in 1746 in barokstijl herbouwd door de architect Mauro Mainieri. Sindsdien is de kathedraal meerdere keren gerestaureerd zonder de structuur te veranderen. Op 10 juli 1867 werd ze door paus Pius IX verheven tot de rang van basilica minor. Op 15 juni 2008 bezocht paus Benedictus XVI de kathedraal van Brindisi en ontmoette geestelijken, diakenen en seminaristen van het aartsbisdom Brindisi-Ostuni.

## Architectuur
Het grondplan is gebaseerd op die van de Sint-Nicolaasbasiliek in Bari, een romaanse kerk met drie beuken zonder transept. De gevel heeft een centraal portaal en is gestructureerd met lisenen. De grote stenen figuren zijn uit 2007. Links staat de klokkentoren, voltooid in 1795. In de kapel gewijd aan Theodorus Tiro, patroonheilige van de stad Brindisi, samen met sint Laurentius van Rome, worden de relikwieën van de martelaar bewaard. Binnen zijn er fragmenten van de mozaïekvloer uit 1178. Het koorgestoelte is uit de 16e eeuw.